# Protikorupcijski protesti v Srbiji (2024–2025)
Novembra 2024 so se po zrušitvi nadstreška na železniški postaji v Novem Sadu na severu Srbije pričeli redni množični protesti, ki so se do marca 2025 razširili na več sto krajev po vsej Srbiji in še vedno trajajo. Protesti pod vodstvom študentov srbskih univerz so uperjeni proti vodstvu države na čelu s predsednikom Aleksandrom Vučićem in terjajo prevzem odgovornosti za nesrečo, ki je po prepričanju protestnikov posledica močno zakoreninjene korupcije v državi.
22. novembra so v več srbskih mestih priredili manifestacijo »Ustavi se, Srbija« (srbsko cirilsko Застани, Србијо, latinizirano: Zastani, Srbijo), 15-minutni molk v spomin na 15 smrtnih žrtev nesreče do takrat. Eno skupino udeležencev, študente in profesorje pred Fakulteto dramskih umetnosti v Beogradu, je tisti dan fizično napadla skupina nasilnežev, med katerimi so bili po trditvah očividcev tudi funkcionarji vladajoče Srbske napredne stranke, kar je bil povod za eskalacijo protestov, začenši z blokado fakultete. Sledile so blokade več deset fakultet univerz v Beogradu, Novem Sadu, Nišu in Kragujevcu ter številne druge oblike nenasilnega protesta, med njimi množični stavkovni shodi v različnih mestih, ki se začenjajo s 15-minutnim molkom. Shoda v Beogradu 15. marca 2025 se je po ocenah udeležilo več sto tisoč ljudi, s čimer je bil največji protestni shod v zgodovini Srbije.
Protestnemu gibanju so se med drugimi pridružili ali mu izrazili podporo dijaki, šolniki, kmetje, nekateri sindikati, nevladna združenja in kulturniki ter druge javne osebnosti. Na protestu pred stavbo Radio-televizije Srbije (RTS) 17. januarja 2025 so izrazili štiri ključne zahteve:
1. objava celotne dokumentacije, povezane z obnovo železniške postaje,
2. ustavitev pregona aretiranih študentov, aktivistov in drugih občanov na protestih,
3. pregon vseh napadalcev na študente, profesorje in občane,
4. 20-odstotno povečanje proračuna za fakultete.[9]

Zaradi pritiska javnosti sta po nesreči odstopila minister za gradbeništvo, promet in infrastrukturo Goran Vesić in minister za trgovino Tomislav Momirović. 28. januarja 2025 je odstopno izjavo podal še predsednik vlade Miloš Vučević, s čimer je padla vlada. Vladajoča Srbska napredna stranka na čelu s predsednikom Vučićem ves ta čas oporeka legitimnosti protestov, v ozadju katerih da so opozicija, ki poskuša na ta način priti na oblast brez volitev, in tuje sile, ki poskušajo destabilizirati državo. Primerja jih z barvnimi revolucijami. Stranka organizira protishode, na katerih poudarja gospodarsko uspešnost Srbije. Vučić tudi trdi, da je izpolnil že vse zahteve protestnikov.